# Ilse

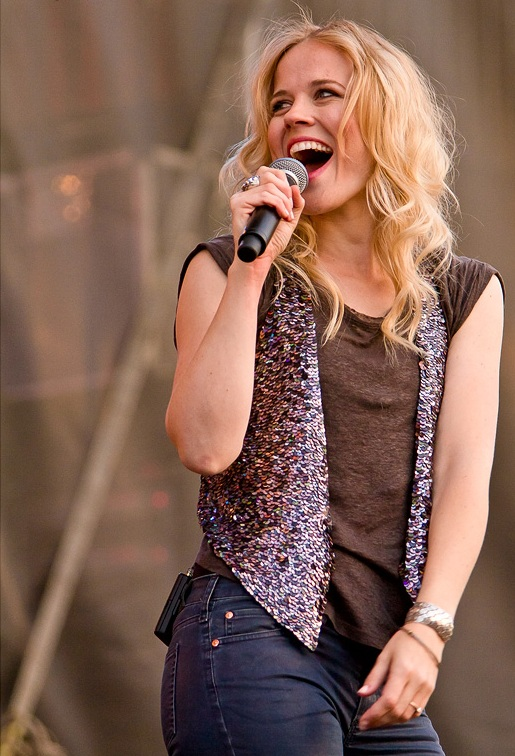
Ilse DeLange

Ilse är en tysk kortform av det ursprungligen hebreiska namnet Elisabet som betyder Gud är fullkomlighet; namnet är därmed relaterat till liknande kortformer som Elsa och Elsie. Det äldsta belägget i Sverige är från år 1882.
Den 31 december 2014 fanns det totalt 1 010 kvinnor folkbokförda i Sverige med namnet Ilse, varav 572 bar det som tilltalsnamn.
Namnsdag: saknas i Sverige (1986-1992: 30 oktober). I den finlandssvenska namnsdagslängden har Ilse namnsdag 14 oktober sedan 1950.

## Personer med namnet Ilse
- Ilse Aichinger, österrikisk författare
- Ilse Aigner, tysk politiker, fd minister
- Ilse Claeson, svensk keramiker och textilkonstnär
- Ilse DeLange, nederländsk sångerska
- Ilse Heylen, belgisk judoutövare
- Ilse Steppat, tysk skådespelare
- Ilse-Nore Tromm, svensk skådespelare
- Ilse Weber, judisk tjeckoslovakisk musiker och författare
- Ilse Werner, nederländsk-tysk skådespelare